# Lo stretto necessario
Lo stretto necessario è un singolo della cantante italiana Levante e della cantautrice italiana Carmen Consoli, pubblicato il 28 giugno 2019 come secondo estratto dal quarto album in studio di Levante Magmamemoria.

## Descrizione
Il brano è stato scritto dalla penna di Levante con la collaborazione di Colapesce e Dimartino ed è un tributo alla Sicilia, la loro terra di origine.
Un’ulteriore collaborazione al pezzo fu poi proposta alla cantautrice Carmen Consoli, che ne incise a Catania la seconda strofa.

## Video musicale
Il video musicale è stato pubblicato il 4 luglio 2019 sul canale YouTube della Warner Music Italy.
È stato girato in alcuni luoghi di interesse della Sicilia orientale: l'oasi di Vendicari vicino a Noto, nel libero consorzio comunale di Siracusa, Portopalo di Capo Passero, Ispica e la stessa Catania.

## Accoglienza
InsideMusic ha definito Lo stretto necessario "dolcemente malinconica", lodandone i dettagli e il suo rivolgersi ai cittadini siciliani.

## Classifiche
| Classifica (2019) | Posizione massima |
| ----------------- | ----------------- |
| Italia            | 96                |